# حبق قرفي
حبق قرفي (الاسم العلمي:Ocimum cinnamomeum) هو نوع غير مؤكد من النباتات يتبع جنس الحبق من الفصيلة الشفوية.